# 柴胡店镇 (滕州市)
柴胡店镇，是中华人民共和国山東省枣庄市滕州市下辖的一个乡镇级行政单位。

## 行政区划
柴胡店镇下辖以下地区：
高桥村、杨桥村、王官庄村、大王楼村、郝王庄村、永福村、坦山后村、庵后村、鲁庄村、贾楼村、钟辛庄村、柴胡店村、官场村、四李庄村、南平村、官路口村、振兴庄村、沙岗村、小石楼村、大石楼村、南董村、大庙村、刘村、姬庄村、后闫村、前闫村、后黄村、前黄村、邵庄村、沙庄村、何庄村、簸箕掌村、南葫芦套村、南胡楼村、前大官村、后大官村、南辛村、龙山头村、老君院村、郭沟村和黄山村。
1. ↑  . 中国·国家地名信息库.
2. ↑  . 中华人民共和国国家统计局. 2023 （中文（中国大陆））.[]